# Kym (cantante)
Jin Sha, detta Kym (cinese tradizionale: 金莎; Shanghai, 14 marzo 1981), è una cantante e attrice cinese.
Parla fluentemente cinese, inglese ed il dialetto della sua città natale, Shanghai.

## Carriera
La carriera di Kym è iniziata con il ruolo nella serie televisiva del 2003 Sky (十八岁的天空), anno nel quale è anche apparsa nel video musicale di una canzone di A-do. Nel 2004 la cantante ha firmato un contratto con l'etichetta discografica Ocean Butterflies Music Pte Ltd, ed ha pubblicato il suo album di debutto Air.

Jin Sha ha all'attivo due duetti con il cantante singaporiano JJ Lin, compagno anche nella medesima etichetta. Ha, inoltre, partecipato come giudice ad una gara canora, il cui vincitore avrebbe ottenuto come premio una collaborazione proprio con l'amico e collega JJ Lin.
Nel 2008, ha partecipato insieme a decine di altri artisti cinesi alla canzone tema per le Olimpiadi di Pechino 2008, Beijing Huanying Ni.

## Discografia
| Data di pubblicazione | Titolo cinese | Titolo inglese      |
| --------------------- | ------------- | ------------------- |
| 23 aprile 2005        | 空气          | Air                 |
| 28 maggio 2006        | 不可思议      | Unbelievable        |
| 9 marzo 2007          | 不可思议金选  | Unbelievable Jinsha |
| 30 maggio 2007        | 换季          | New Season          |

## Filmografia

### Serie televisive
| Anno | Titolo                        | Ruolo       |
| ---- | ----------------------------- | ----------- |
| 2003 | Sky (十八岁的天空)            | Lan Fei Lin |
| 2003 | Pink Ladies                   | Ospite      |
| 2008 | Tears of Happiness 幸福的眼泪 | He Tong Yao |
| 2009 | The Myth 神话                 | Lu Su       |

### Film
| Anno | Titolo        | Ruolo   |
| ---- | ------------- | ------- |
| 2007 | Crossed Lines | Mi Hong |